# 小船井充
小船井 充（おぶない みつる、1968年3月28日 - ）は日本のアニメーター、キャラクターデザイナー、アニメ演出家・監督。新潟県出身。
フリーアニメーター集団『スタジオへらくれす』メンバーでアニメ制作会社ufotableに所属。

## 人物・経歴
代々木アニメーション学院出身。現ufotable徳島スタジオ統括の野中卓也やアニメーターの中村豊、藤咲淳一は学院時代の同期であり同クラスである。
フリーアニメーター集団『スタジオへらくれす』に参加しながら様々な作品で原画マンとして活躍。その後、『住めば都のコスモス荘 すっとこ大戦ドッコイダー』の第4話「謎の住人沙由里登場でドッコイ」よりufotableに参加。以降、ufotableの社員アニメーターとして活動している。ufotable作品の多くでキーアニメーターを務めている。
ufotableを代表するアクションアニメーターの一人であり、社内では國弘昌之、木村豪と並びufotableの「動かし屋」メンバーといわれている。そのため、アクションシーンやエフェクトカットにおける勝負カットを任されることが多い。木村は小船井の作画について「基本がしっかりしていてリアルな表現を考えたうえで、派手なアクションを描いている」と評している。
『ニニンがシノブ伝』や『コヨーテ ラグタイムショー』にて絵コンテ・演出を務めた後、『劇場版 空の境界 第三章 痛覚残留』にて劇場監督デビューした。

## 参加作品

### テレビアニメ
- 魁!!男塾（1988年） - 動画
- 聖闘士星矢（1987年） - 動画
- ひみつのアッコちゃん 第2作（1988年 – 1989年） - 原画、動画
- ルパン三世 バイバイ・リバティー・危機一発!（1989年） - 動画
- かりあげクン（1989年 - 1990年） - 原画
- もーれつア太郎 第2作（1990年） - 原画
- 太陽の勇者ファイバード（1991年） - 原画
- きんぎょ注意報!（1991年）　原画
- 宇宙の騎士テッカマンブレード（1992年） - 原画
- クッキングパパ（1992年 – 1993年） - 作画監督、原画
- ロビンフッドの大冒険（1992年） - 原画
- 鬼神童子ZENKI（1995年） - 作画監督
- スレイヤーズ（1995年） - 作画監督、原画
- 神秘の世界エルハザード（1995年 – 1996年） - 作画監督、原画
- スレイヤーズNEXT（1996年） - 原画
- B'T-X（1996年） - 原画
- 名探偵コナン（1996年） - 原画
- 魔法少女プリティサミー（1996年 – 1997年） - 原画
- スレイヤーズTRY（1997年） - 原画
- ルパン三世 ワルサーP38（1997年） - 原画
- バトルアスリーテス大運動会（1997年 – 1998年） - 原画
- VIRUS -VIRUS BUSTER SERGE-（1997年） - 原画
- ロードス島戦記-英雄騎士伝-（1998年） - 原画
- 烈火の炎（1998年） - 原画
- デュアル!ぱられルンルン物語（1999年） - 原画
- 南海奇皇（1999年） - 原画
- おとぎストーリー 天使のしっぽ（2001年） - 原画
- 天地無用! GXP（2002年） - 原画
- 超重神グラヴィオン（2002年） - 原画
- ぷちぷり*ユーシィ（2002年 - 2003年） - 作画監督、原画
- 東京ミュウミュウ（2003年） - 原画
- 魔法遣いに大切なこと（2003年） - 原画
- 金色のガッシュベル!!（2003年）- 原画
- 住めば都のコスモス荘 すっとこ大戦ドッコイダー（2003年） - 絵コンテ、演出、作画監督、原画
- 銀河鉄道物語（2003年） - 原画
- ポポロクロイス（2003年） - 原画
- BURN-UP SCRAMBLE（2004年） - 原画
- 冒険王ビィト（2004年） - 原画
- ニニンがシノブ伝（2004年） - プロップデザイン、絵コンテ、演出、作画監督、原画
- アニマル横町（2005年） - 原画
- SoltyRei（2005年） - 作画監督
- フタコイオルタナティブ（2005年） - 原画
- バジリスク 〜甲賀忍法帖〜（2005年） - 原画
- ガイキング LEGEND OF DAIKU-MARYU（2006年） - 原画
- コヨーテラグタイムショー（2006年） - キーアニメーター、絵コンテ、演出、レイアウト作画監督、エフェクト作画監督、作監協力、原画
- 砂沙美☆魔法少女クラブ（2006年） - 原画
- コードギアス 反逆のルルーシュ（2007年） - 原画
- がくえんゆーとぴあ まなびストレート!（2007年） - 作画監督協力、原画
- アフロサムライ（2007年） - 原画
- 天元突破グレンラガン（2007年） - 原画
- ストライクウィッチーズ（2008年） - 原画
- ミチコとハッチン（2008年） - 原画
- ストライクウィッチーズ2（2010年） - 原画
- Fate/Zero（2011年 – 2012年） - 作画監督、原画、第二原画
- 俺の妹がこんなに可愛いわけがない  作中アニメ 『ジャスティーン』（2012年） - 原画
- 東京レイヴンズ（2013年） - 原画
- Fate／stay night [Unlimited Blade Works](2014年) - 作画監督、原画
- GOD EATER（2015年）　原画、第2原画
- テイルズ オブ ゼスティリア ザ クロス(2016年 - 2017年)　 - 原画、第二原画
- 活劇 刀剣乱舞（2017年） - 剣戟アニメーター（共同表記）、原画
- Fate/Grand Order×氷室の天地 ～7人の最強偉人篇～（2017年） - 原画
- アイドリッシュセブン（2018年） - 原画
- 鬼滅の刃（2019年） - 原画
- 鬼滅の刃 遊郭編（2021年） - 原画
- 鬼滅の刃 刀鍛冶の里編（2023年） - 原画

### 劇場アニメ
- ひみつのアッコちゃん（1989年） - 動画
- ドラゴンボールZ とびっきりの最強対最強（1991年） - 原画
- アップフェルラント物語（1992年） - 原画
- とつぜん！ネコの国バニパルウィット（1995年） - 　原画
- ルパン三世 DEAD OR ALIVE（1996年） - 原画
- スチームボーイ（2004年） - 原画
- 犬夜叉 紅蓮の蓬莱島（2004年） - 原画
- 銀色の髪のアギト（2006年） - 原画
- 鉄コン筋クリート（2006年） - 原画
- 劇場版 空の境界（2007年 – 2013年）　
  - 第一章 - 原画
  - 第三章 - 監督、キャラクターデザイン（共同）、作画監督（共同）、原画
  - 第五章 - 作画監督補佐、原画
  - 第六章 - 原画
  - 未来福音 - 原画
- いばらの王 -King of Thorn-（2010年） - 原画
- 魔女っこ姉妹のヨヨとネネ（2013年） - 原画
- 劇場版 Fate/stay night [Heaven's Feel] 
  - I.presage flower（2017年） - 原画
  - Ⅱ.lost butterfly（2019年） - 原画
  - Ⅲ.spring song（2020年） - 原画
- 劇場版 鬼滅の刃 無限列車編（2020年） - 原画

### OVA
- インフェリウス惑星戦史外伝 CONDITION GREEN（1991年） - 原画
- ダークキャット（1991年） - 原画
- 天空戦記シュラト 創世への暗闘（1992年） - 原画
- 臀撃おしおき娘ゴータマン　ゴータマン誕生編（1994年） - 原画
- 臀撃おしおき娘 ゴータマンR 愛と悲しみのファイナル・バトル（1994年） - 原画
- 宇宙の騎士テッカマンブレードII（1994年 – 1995年） - 原画
- 天地無用! 魎皇鬼（1995年） - 原画
- 淫獣聖戦 ツインエンジェル（1995年） - 原画
- 神秘の世界エルハザード（1995年） - 原画
- Ninja者（1996年） - 原画
- 着ぐるみ戦隊キルティアン（1996年） - 原画
- 闘神伝（1996年） - 原画
- バトルアスリーテス大運動会（1997年） - 原画
- 魔法少女プリティサミー（1997年） - 原画
- Jaja馬!カルテット（1997年） - 原画
- フォトン（1997年 – 1998年） - 原画
- SURVIVAL 2.7D（1999年） - 原画
- 高校鉄拳伝タフ（2002年） - 原画
- コゼットの肖像（2004年） - 原画
- テイルズ オブ シンフォニア THE ANIMATIONシルヴァラント編（2007年） - 原画
- 鴉 -KARAS-（2007年） - 原画
- トリコ JSAT2009版（2009年） - 監督、演出

### Webアニメ
- 魔法遊戯 飛び出す！！ハナマル大冒険（2001年 – 2002年）

### ゲーム
- GUNばれ!ゲーム天国（1998年） - 原画
- ミマナ イアルクロニクル（2009年）監督、絵コンテ、演出、キャラクターデザイン、作画監督、原画
- サモンナイト  特典アニメ(2008年)　 - 原画
- 君が呼ぶ、メギドの丘で（2008年） - 原画
- テイルズ オブ ザ ワールド レディアント マイソロジー2（2009年） - 原画
- テイルズ オブ エクシリア（2011年） - 特技作画監督、原画
- テイルズオブエクシリア2（2012年） - 原画
- Fate/stay night [Realta Nua]（2012年） - 原画
- テイルズ オブ ベルセリア(2016年) - 原画
- CODE VEIN（2019年） - 原画
- テイルズ オブ アライズ（2021年） - 原画

### イラスト
- インスタント・マギ（2016年） - キャラクターデザイン、イラスト